# Lýsandros
Lýsandros († 395 př. n. l.) velel spartskému loďstvu, které zvítězilo nad Athéňany v bitvě u Aigospotamoi v roce 405 př. n. l. V následujícím roce vstoupil Lýsandros do Athén a ukončil tak peloponéskou válku.
Lýsandros náležel k Héraklovcům (údajným potomkům Hérakla), nicméně nebyl členem spartských královských rodů. O jeho mládí toho není příliš mnoho známo. Jeho rodina nepatřila k bohatým a vlastně není vůbec jasné, jak se Lýsandrovi podařilo získat funkci velitele spartské floty (nauarchos).
Když se Alkibiadés na konci peloponéské války znovu připojil na stranu Athén, byl Lýsandros pověřen velením nad spartským loďstvem v Egejském moři, jež tehdy kotvilo v Efesu (407 př. n. l.). Lýsandros následně přesvědčil nového lýdského satrapu a syna perského velkokrále Dareia II., Kýra mladšího, aby zvýšil perskou finanční pomoc Sparťanům. Když Lýsandros opouštěl Sardy, chtěl ho prý Kýros nějakým způsobem obdarovat, načež Lýsandros požádal Kýra, aby zvýšil žold jeho námořníkům. To mělo za následek, že posádky sloužící v athénském loďstvu přecházely do lépe placené služby v peloponéské flotě.
Alkibiadův zástupce Antiochos, velící athénské flotě během stratégovy nepřítomnosti, se nechal Lýsandrem strhnout k bitvě u Notia, v níž však Sparťané dosáhli přesvědčivého vítězství. Athéňané poté učinili Alkibiada odpovědným za tuto porážku a zbavili ho velení. Následně přetáhl Lýsandros na stranu Sparty maloasijské řecké obce dosud podřízené Athénám, když poskytl místním stoupencům spartské věci slib ustavení dekarchií – oligarchických vládnoucích orgánů složených z deseti mužů z aristokratických kruhů. Do spojeneckých obcí byli dále vysíláni spartští vojenští velitelé, tzv. harmosti.
Podle spartských zákonů bylo zakázáno, aby jedna a tatáž osoba zastávala stejný úřad dvakrát po sobě. Novým velitelem floty byl proto určen Kallikratidás. Lýsandros však oslabil jeho postavení, když vrátil Kýrovi jeho zlato a odplul s flotou zpět na Peloponés. Když Kallikratidás po porážce v bitvě u Arginuských ostrovů (406 př. n. l.) zemřel, spartští spojenci požadovali Lýsandrovo opětné jmenování velitelem loďstva. Novým admirálem byl sice nakonec učiněn Arakos, přičemž Lýsandros byl formálně pouze jeho zástupcem, ve skutečnosti však osobně velel flotě.
V této pozici Lýsandros přispěl rozhodující měrou k definitivní porážce athénského loďstva v bitvě u Aigospotamoi v roce 405 př. n. l., která prakticky ukončila peloponéskou válku. V Attice se poté spojil s vojskem spartských králů Ágida II. a Pausania a když se vyhladovělé Athény po několikaměsíčním obléhání konečně vzdaly, dosadil Lýsandros Athéňanům vládu třiceti mužů, kteří se stáli později známí jako třicet tyranů.
Nicméně Lýsandros brzy ztratil svoji popularitu mezi Helény tím, že příliš preferoval své přátele a rovněž projevoval svoji mstivost vůči těm, kteří se mu znelíbili. Když si na jeho chování stěžoval perský satrapa Farnabazos, spartští eforové Lýsandra odvolali. To vyústilo v mocenský boj v samotné Spartě, neboť králové byli ochotní připustit v obcích demokratičtější režimy, jen aby redukovali Lýsandrovu velkou moc.
Po smrti krále Ágida II. byl Lýsandros klíčovou postavou, která prosadila za krále Ágidova bratra Agésiláa II. na místo Leótychida, o kterém se všeobecně věřilo, že je spíše synem Alkibiada než Ágida. Lýsandros pak Agésiláa přiměl k podniknutí výpravy do Malé Asie proti Peršanům. Když však oba dorazili do řeckých obcí v Asii, pozoroval Agésiláos se vzrůstající nelibostí Lýsandrovu autoritu mezi místními oligarchy. Jak poznamenal Xenofón: „vznikal dojem, že Agésiláos je soukromá osoba a králem je Lýsandros“. Důsledkem bylo stupňující se napětí mezi oběma muži. Lýsandros vycítil, že je zde nežádoucí a v roce 396 př. n. l. odcestoval zpět do Sparty.
Zde prý usiloval zpřístupnit královský titul Heraklovcům, případně všem spartiatům (plnoprávným občanům Sparty), čímž chtěl narušit moc tradičních královských rodů Ágiovců a Eurypóntovců. Po vypuknutí korintské války (probíhající v letech 395-387 př. n. l.) velel spartskému vojsku postupujícímu z Fókidy do Bojótie, byl však zabit během náhlého thébského přepadu u Haliartu. Lýsandros je považován za jednoho z nejvýznamnějších spartských vojevůdců, který si ale kvůli své pýše a nezměrné ctižádosti vytvořil řadu nepřátel, což nakonec dopomohlo k jeho pádu.